# Сиєдиненіє (Тирговиштська область)
Сиєдине́ніє (болг. Съединение) — село в Тирговиштській області Болгарії. Входить до складу общини Тирговиште.

## Населення
За даними перепису населення 2011 року у селі проживала 281 особа.
Національний склад населення села:
| Національність   | Кількість осіб | Відсоток |
| ---------------- | -------------- | -------- |
| турки            | 162            | 57,7%    |
| болгари          | 113            | 40,2%    |
| цигани           | 6              | 2,1%     |
| інша             | 0              | 0%       |
| не визначились   | 0              | 0%       |
| Всього відповіли | 281            |          |

Розподіл населення за віком у 2011 році:
Динаміка населення: